# Radio Days
Radio Days är en amerikansk film från 1987, regisserad av Woody Allen.

## Handling
Filmen handlar om Woody Allens barndom på 1940-talet. Allen (i filmen kallad "Joe") spelas av Seth Green. Filmen innehåller diverse sångnummer och har likheter med Federico Fellinis Amarcord.

## Medverkande
- Seth Green - lille Joe
- Mia Farrow - Sally White
- Danny Aiello - Rocco
- Diane Keaton - sångerskan på nyåret
- Julie Kavner - modern
- Michael Tucker - fadern
- Tony Roberts - "Silver Dollar" Emcee
- Dianne Wiest - tant Bea
- Kenneth Mars - rabbi Baumel
- Jeff Daniels - Biff Baxter
- Josh Mostel - farbror Abe
- William H. Macy - radioskådespelare
- Larry David - den kommunistiske grannen
- Todd Field - smörsångare
- Mike Starr - inbrottstjuv